# Nemzeti Front Dél-Vietnám Felszabadításáért

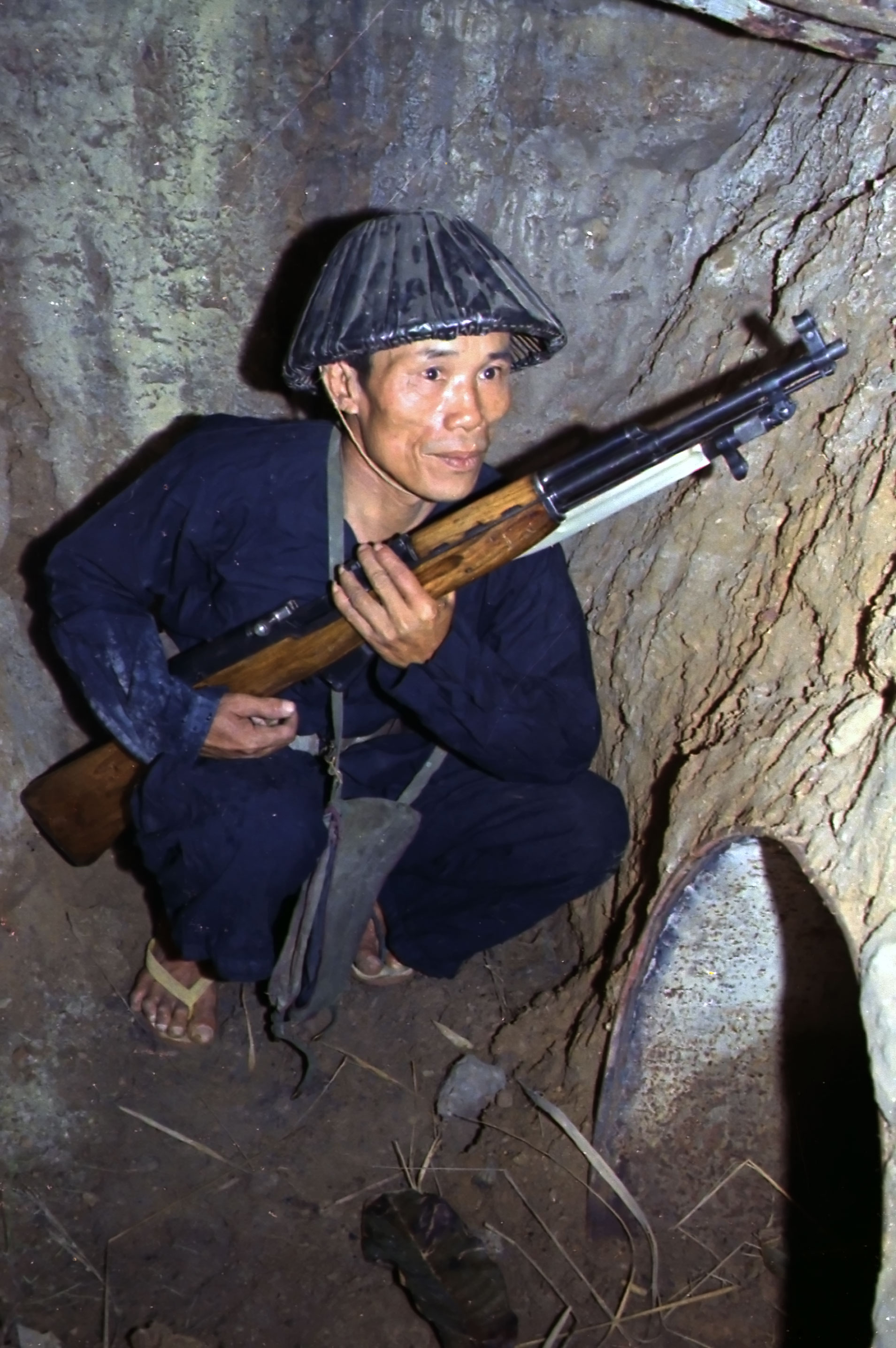
A Nemzeti Felszabadítási Front katonája, 1968

A Nemzeti Front Dél-Vietnám Felszabadításáért (vietnámiul Mặt Trận Giải Phóng Miền Nam Việt Nam), más néven Dél-vietnámi Nemzeti Felszabadítási Front (DNFF), vagy Front National de Liberté (FNL), a legfontosabb ellenálló szervezet volt, amely a vietnámi háború idején az Egyesült Államok által támogatott Vietnámi Köztársaság ellen harcolt.
Az amerikai katonák, a dél-vietnámi kormány és a nyugati sajtó általában Vietkong („Viet Cong” (vietkong), illetve az amerikai katonák soraiban „Charlie”, „VC” vagy „Victor Charlie”) néven hivatkozott rájuk, amely a Việt Nam Cộng Sản, azaz „vietnámi kommunista” kifejezésből ered.